# Golfo de Fonseca
Golfo de Fonseca är en bukt i Centralamerika. Den är en del av Stilla havet och ligger vid kusten i El Salvador, Honduras och Nicaragua. Buktens yta är cirka 3 200 km². Den har en 261 km lång kustlinje, varav 185 km är i Honduras, 40 km i Nicaragua och 29 km i El Salvador.